# Kirchenprovinz Sassari
Die Kirchenprovinz Sassari ist eine der drei Kirchenprovinzen der Kirchenregion Sardinien der Römisch-Katholischen Kirche in Italien. 
Zu der Kirchenprovinz Sassari gehören das Erzbistum Sassari als Metropolitanbistum und die Bistümer Alghero-Bosa, Ozieri und Tempio-Ampurias als Suffraganbistümer.